# Rosanna Falasca
Rosanna Inés Falasca (Humboldt, provincia de Santa Fe, 27 de abril de 1953 - Don Torcuato, provincia de Buenos Aires, 20 de febrero de 1983) fue una cantante de tangos argentina.

## Biografía
Rosanna Falasca fue la tercera de seis hijos (Cristina, Ado, Rosanna, Daniel Falasca, Roberto y Marcelo) que nacieron del matrimonio entre Ado Rino Falasca (sastre y cantor melódico que actuaba en dúos y que llegó a tener su propio conjunto musical) y Filomena Paula Theler. Creció en un hogar donde la música y el canto imperaban y, a los diez años, su padre, al advertir sus dotes para el canto, decide incorporarla a su grupo musical (llamado a partir de entonces, “Adito y Chany”), con el cual se presentará por vez primera en Estación Clucellas (provincia de Santa Fe). De allí en adelante vendrían las giras por pueblos vecinos, y las actuaciones en programas radiales (LT 9 de Santa Fe) y televisivos (Canal 13 de Santa Fe y de Paraná).
Era amante de la música moderna, la filosofía oriental y practicaba yoga; además estudió inglés, francés y danzas. En 1967 se presentó como invitada en Canal 10 de la ciudad de Córdoba, y gracias a esta actuación es contratada, para presentarse en 1968, en el “Gran Festival de Río Ceballos” (Córdoba), donde actuaban grandes figuras del ambiente artístico de la Argentina. En esa oportunidad Rosanna interpretó temas populares, entre ellos, algunos en italiano. Luego, en enero de 1969, se presenta en la ciudad de Rafaela (provincia de Santa Fe), donde la escucha un productor (Julio De Martino) que la invita a Buenos Aires. En marzo de 1969 arriba a la ciudad de Buenos Aires (entonces llamada oficialmente Capital Federal). Allí, es invitada a presentarse en el café concert  “CABO 710” en el barrio de San Telmo, y, en agosto, su padre la inscribe en un concurso televisivo de nuevas voces que organizaba el programa “Grandes Valores del Tango” (Canal 9), conducido por Juan Carlos Thorry. Sólo conoce dos tangos, uno es "Madreselva" y lo interpreta en la primera ronda de tres participantes. Resulta ganadora en esa primera instancia (algo que la sorprende ya que, según sus propias palabras, no había ido a concursar para ganar, sino para hacerse conocida), pero el impacto que provoca en el público y en los directivos, decide a estos últimos sacarla del concurso para presentarla como una de las figuras del programa, con un contrato por cuatro años. El 1 de septiembre de 1969 debutó en aquel programa; tenía 16 años. 

A los 18 años entrevistada por reporteros o noteros de Radio Continental expresaba que su música preferida era el tango y dentro del tango el genuino tango canción' de temáticas amorosas sublimadas ya que naturalmente su voz mejor las interpretaba.
En 1970 y 1971 realizó giras por diferentes provincias argentinas y también en el exterior (Uruguay, Paraguay, Brasil, Chile, Venezuela). Y cantó en Estados Unidos, donde rechazó una serie de contratos que la obligaban a vivir en aquel país.
En 1971 grabó para el sello “Diapasón” acompañada por las orquestas de Luis Stazo y de Lito Escarso, y en 1975 es contratada por la empresa “EMI-Odeón”, junto con la orquesta de Raúl Garello.
Actuó en tres películas, ¡Arriba juventud! (1971), Siempre fuimos compañeros (1973) y Te necesito tanto amor (1976).
A partir de 1978 integró la “Cruzada Joven del Tango” (un intento fallido de reinsertar el tango en los jóvenes), junto a intérpretes como María Graña, Rubén Juárez, etc, bajo la dirección de Raynaldo Martín, y en televisión formó parte del programa “Botica de Tango”, conducido por Eduardo Bergara Leumann. En 1982, la empresa discográfica Polydor le grabó sus dos últimos larga duración acompañada por la orquesta de Orlando Trípodi.
El 7 de noviembre de 1982 los médicos le detectaron un cáncer y fue intervenida quirúrgicamente. Enterada de las noticias que circulaban en torno a su estado de salud, en un reportaje negó padecer tal enfermedad. A principios de 1983, su novio, el ingeniero e industrial Luis Hernández, la trasladó a una quinta de Don Torcuato (partido de Tigre) para su mejor recuperación. Pero todo esfuerzo resultó infructuoso; allí falleció el 20 de febrero de 1983. En su lecho de muerte y por pedido suyo, su padre y hermanos le cantaron canciones populares. Un numeroso público, entre anónimos y conocidos, la despidió en el panteón de actores del cementerio porteño de la Chacarita, donde descanso inicialmente. Finalmente, en abril de 1995 sus restos fueron trasladados a un mausoleo levantado en el cementerio de Humboldt, provincia de Santa Fe, su pueblo natal.

## Filmografía
- ¡Arriba juventud! (1971)...Susana
- Siempre fuimos compañeros (1973)...Paula Greco
- Te necesito tanto, amor (1976) ...Ángela

## Discografía
- 1970: "Todo es amor" - DIAPASON S.A.
- 1971: "Bajo mi piel" - DIAPASON S.A.
- 1974: "Rosana Falasca" - DIAPASON S.A.
- 1976: "El ángel de Rosana Falasca" - EMI ODEON
- ????: "La canción de Buenos Aires" - DIAPASON S.A.
- 1982: "Rosana Falasca" - POLYDOR
- 1983: "Mi ciudad y mi gente" - MUSIC HALL
- 1983: "En el recuerdo" - EMI ODEON
- 1991: "Los tangos de mi ciudad y mi gente" - DIAPASON S.A.
- 1998: "Sus tangos" - DIAPASON S.A.
- 2000: "Tango - Los mejores 13" - D&D PRODUCCIONES FONOGRAFICAS S.A.